# نيلس كوربر
نيلس يوناتان كوربر (بالألمانية: Nils-Jonathan Körber) (مواليد 13 نوفمبر 1996) هو لاعب كرة قدم ألماني ، يلعب حاليًا لنادي هرتا برلين الألماني في مركز حراسة المرمى. وهو شقيق اللاعب نيكلاس كوربر.

## روابط خارجية
- نيلس كوربر على موقع قاعدة بيانات كرة القدم.إي يو (الإنجليزية)
- نيلس كوربر على موقع عالم كرة القدم.نت (الإنجليزية)
- نيلس كوربر على موقع AS.com (الإسبانية)